# 明日は晴れる (曲)
「明日は晴れる」（あしたははれる）は、日本の歌手である沢田研二の70枚目のシングルである。
2003年4月25日にJULIE LABELより発売された。

## 解説
- アルバム『明日は晴れる』の同時発売シングル。「芸能生活三十五年突破記念」と銘打った作品。
- カップリング曲は「六甲おろし」（正式名称:阪神タイガースの歌）のカバーと、沢田の自作による携帯電話の着メロが2曲収められている（着メロはタイトルなどの表記はない）。

## 収録曲
1. 明日は晴れる
  - 作詞:沢田研二／作曲・編曲:白井良明
2. ROCK 黄 WIND
  - 作詞:佐藤惣之助／作曲:古関裕而／編曲:白井良明